# Pablo Palant
Pablo Tischkovsky Blant (Victoria, Entre Ríos, 1914-Buenos Aires, 1975), conocido como Pablo Palant, fue un escritor de obras de teatro, guionista, reconocido traductor de obras de teatro argentino
Estudió abogacía. Comenzó a dar sus primeros pasos en teatro junto a Leónidas Barletta en el Teatro del Pueblo. Se incorporó al Grupo Boedo. En 1938 estrenó su primera obra: Diez horas de vida. Participó en la fundación del grupo La máscara y del movimiento de teatro independiente.

## Obras

### Teatrales
- La dicha impía. Buenos Aires, Carro de Tespis, 1957.
- Historias de Adán. Buenos Aires, Trenti Rocamora, 1959.
- El escarabajo. Buenos Aires, Talia, 1962.
- Esta mujer es mía. Buenos Aires, Ediciones del Carro de Tespis, Serie: Teatro breve argentino. 1966.
- María de los dos. Buenos Aires, Carro de Tespis, 1968.

### Guiones
- Más allá del sol (1975)
- El hombre del ovni (1970) (TV)
- Buenos Aires, verano 1912 (1966)
- La salvaje (1961) Series de TV
- Los acosados (1960) (TV)
- Marianela (1955)

### Críticas
- Teatro: el texto dramático. Buenos Aires, Centro Editor de América Latina, 1968.

### Traducciones
- El cobarde: drama en 4 actos y 10 cuadros Autores de Henri-René Lenormand. Buenos Aires, Poseidón, 1944.
- Memorias de Sara Bernhardt: mi doble vida. Autobiografía de Sarah Bernhardt. Buenos Aires, Futuro, 1945.
- Esperando a Godot de Samuel Beckett. Buenos Aires, 1954.
- Yo soy un comediante de Pierre Fresnay. Buenos Aires, Leviatán, 1956.
- La locura de Dios. Pieza en dos actos de Elie Wiesel. Buenos Aires, Acervo Cultural Editores, 1970.